# The Sweetheart Tree
The Sweetheart Tree ist ein Lied aus dem Film Das große Rennen rund um die Welt. Geschrieben wurde es von Henry Mancini (Musik) und Johnny Mercer (Text).

## Inhalt und Verwendung im Film
The Sweetheart Tree handelt von einem Baum, der Verliebten ein Zeichen gibt. Sollten sie füreinander die Richtigen sein und sich unter dem Baum küssen, würden große, weiße Blüten erscheinen, und es würde für immer wahre Liebe zwischen den beiden bestehen.
Geschrieben wurde das Lied für eine Szene kurz vor Ende des Films, in der Maggie Dubois (Natalie Wood) und der Große Leslie (Tony Curtis) an einem Fluss rasten. Maggie singt das Lied. Im Film wird es von einem kleinen springenden Ball begleitet, der über den eingeblendeten Text des Liedes springt, um zum Mitsingen einzuladen. Natalie Wood singt dabei nicht selbst, die Stimme ist die von Jackie Ward. Die Fingerbewegungen zum Spielen der Gitarre trainierte Natalie Wood vorher mit Bob Bain. Eine Instrumentalversion des Liedes wird ganz am Anfang des Films gespielt. Sie dient auch als Thema für Maggie.

## Rezeption

### Auszeichnungen
The Sweetheart Tree war bei der Oscarverleihung 1966 in der Kategorie Bester Song nominiert, unterlag dort aber gegen The Shadow of Your Smile aus … die alles begehren. Bei der Zeremonie wurde das Lied von Robert Goulet vorgestellt. Auch bei den Golden Globe Awards 1966 waren Henry Mancini und Johnny Mercer mit The Sweetheart Tree in der Kategorie Bester Filmsong nominiert. 1966 war das Lied zudem für den Laurel Award in der Kategorie Bestes Lied nominiert, kam in der Rangliste aber nur auf den fünften und letzten Platz.

### Kritik
Tom Santopietro kritisierte die Oscarnominierungen für The Sweetheart Tree, The Ballad of Cat Ballou und I Will Wait for You. Er fand es unglaublich, dass dafür Something Good aus Meine Lieder – meine Träume und sämtliche Lieder aus Hi-Hi-Hilfe! übergangen wurden.

### Coverversionen
The Sweetheart Tree wurde mehrfach, aber nicht oft gecovert, zumeist in den 1960er Jahren. Die Website SecondHandSongs nennt jeweils knapp 20 gesungene und Instrumentalversionen. Bereits kurz nach der Veröffentlichung des Films erschien eine Single von Johnny Mathis. In den Jahren darauf coverten unter anderem Bobby Darin, The Four Tops, Steve Lawrence und Jim Nabors das Lied. 1994 gab es eine Instrumentalversion von Mike Lang. Eine spätere Coverversion kam 2005 von Susan May.
1966 erschien eine deutschsprachige Coverversion von den Rosy-Singers unter dem Titel Der Wind singt ein Lied. Der Text stammte von Kurt Hertha.

### Chartpositionen
Keine der Versionen konnte relevante Chartpositionen erreichen, tatsächlich waren sie nur in den US-Charts vertreten, allerdings nicht in den Top 100. Henry Mancini schaffte es mit seinem Orchester und einem Chor elf Wochen in die Top 40 Adult Charts, kam dort aber nicht über Platz 23 hinaus. Im September 1965 stand er auf Platz 33 in den Top 40 Easy Listening Charts, einen Platz hinter der Version von Johnny Mathis.